# Discographie de Calogero
Cette page présente la discographie de Calogero.

## Albums

### Albums studio
| Année | Titre                | Date de sortie   | Meilleur classement  | Meilleur classement | Meilleur classement | Meilleur classement  | Meilleur classement | Ventes françaises | Certifications françaises |
| Année | Titre                | Date de sortie   | Drapeau de la France | (Wal)               | (Fl)                | Drapeau de la Suisse | (Rom)               | Ventes françaises | Certifications françaises |
| ----- | -------------------- | ---------------- | -------------------- | ------------------- | ------------------- | -------------------- | ------------------- | ----------------- | ------------------------- |
| 2000  | Au milieu des autres | 10 mai 2000      | 56                   | 40                  | —                   | —                    | —                   | 100 000           | —                         |
| 2002  | Calogero             | 20 février 2002  | 3                    | 2                   | —                   | 26                   | —                   | 1 400 000         | Diamant                   |
| 2004  | 3                    | Juillet 2004     | 1                    | 1                   | —                   | 14                   | —                   | 1 400 000         | Diamant                   |
| 2007  | Pomme C              | 12 mars 2007     | 2                    | 1                   | —                   | 16                   | —                   | 300 000           | Platine                   |
| 2009  | L'embellie           | 20 avril 2009    | 1                    | 1                   | —                   | 9                    | —                   | 400 000           | 3 × Platine               |
| 2014  | Les Feux d'artifice  | 18 août 2014     | 1                    | 1                   | 53                  | 6                    | 1                   | 800 000           | Diamant                   |
| 2017  | Liberté chérie       | 28 août 2017     | 1                    | 1                   | 51                  | 8                    | 1                   | 500 000           | Diamant                   |
| 2020  | Centre ville         | 4 décembre 2020  | 1                    | 1                   | —                   | 8                    | —                   | 200 000           | 2 × Platine               |
| 2023  | A.M.O.U.R            | 8 septembre 2023 | 1                    | 1                   | 8                   | 8                    | —                   | 50 000            | Or                        |
| 2024  | X                    | 25 octobre 2024  | -                    | -                   | -                   | -                    | -                   |                   |                           |

### Albums live
| Année | Titre            | Date de sortie   | Meilleur classement  | Meilleur classement | Meilleur classement  | Meilleur classement | Ventes françaises | Certifications françaises |
| Année | Titre            | Date de sortie   | Drapeau de la France | (Wal)               | Drapeau de la Suisse | (Rom)               | Ventes françaises | Certifications françaises |
| ----- | ---------------- | ---------------- | -------------------- | ------------------- | -------------------- | ------------------- | ----------------- | ------------------------- |
| 2005  | Live 1.0         | 22 août 2005     | 1                    | 1                   | 14                   | —                   | 200 000           | Or                        |
| 2011  | Live symphonique | 5 décembre 2011  | 45                   | 16                  | —                    | —                   | 30 000            | —                         |
| 2015  | Live 2015        | 25 novembre 2015 | 23                   | 12                  | 72                   | 20                  | 50 000            | —                         |

### Albums best-of
| Année | Titre                                               | Date de sortie   | Meilleur classement  | Meilleur classement | Meilleur classement  | Meilleur classement | Ventes françaises | Certifications françaises |
| Année | Titre                                               | Date de sortie   | Drapeau de la France | (Wal)               | Drapeau de la Suisse | (Rom)               | Ventes françaises | Certifications françaises |
| ----- | --------------------------------------------------- | ---------------- | -------------------- | ------------------- | -------------------- | ------------------- | ----------------- | ------------------------- |
| 2010  | Best of - Version.Originale. / Version.Symphonique. | 22 novembre 2010 | 4                    | 1                   | 71                   | 19                  | 100 000           | Platine                   |
| 2019  | Calo                                                | 08 novembre 2019 | 20                   | 11                  | —                    | —                   | 100 000           | Platine                   |

## Singles
| Année | Single                                          | Classement | Classement | Classement | Classement | Certifications françaises | Album                |
| Année | Single                                          | [ 4 ]      | (Wal)      | [ 6 ]      | (Rom)      | Certifications françaises | Album                |
| ----- | ----------------------------------------------- | ---------- | ---------- | ---------- | ---------- | ------------------------- | -------------------- |
| 1999  | Prendre l'air                                   | 96         | —          | —          | —          |                           | Au Milieu des autres |
| 2000  | De Cendres et de Terre                          | 57         | —          | —          | —          |                           | Au Milieu des autres |
| 2000  | Devant toi                                      | —          | —          | —          | —          |                           | Au Milieu des autres |
| 2002  | Aussi libre que moi                             | 35         | 17         | —          | —          |                           | Calogero             |
| 2002  | En apesanteur                                   | 13         | 15         | —          | —          |                           | Calogero             |
| 2003  | Tien An Men                                     | 43         | —          | 69         | —          |                           | Calogero             |
| 2003  | Prendre racine                                  | 39         | —          | —          | —          |                           | Calogero             |
| 2004  | Face à la mer (avec Passi)                      | 3          | 2          | 12         | —          |                           | 3                    |
| 2004  | Si seulement je pouvais lui manquer             | 7          | 6          | 25         | —          |                           | 3                    |
| 2007  | Le Saut de l'ange                               | —          | 16         | —          | —          |                           | Pomme C              |
| 2007  | Pomme C                                         | —          | 22         | —          | —          |                           | Pomme C              |
| 2008  | Danser encore                                   | —          | 37         | —          | —          |                           | Pomme C              |
| 2008  | La Débâcle des sentiments (avec Stanislas)      | 2          | 3          | 68         | —          |                           | L'équilibre instable |
| 2009  | C'est dit                                       | —          | 1          | 78         | —          |                           | L'Embellie           |
| 2009  | L'Ombre et la Lumière (avec Grand Corps Malade) | —          | 10         | —          | —          |                           | L'Embellie           |
| 2009  | La Fin de la fin du monde                       | —          | 14         | —          | —          |                           | L'Embellie           |
| 2010  | Passage des cyclones                            | —          | —          | —          | —          |                           | L'Embellie           |
| 2010  | Nathan                                          | —          | —          | —          | —          |                           | L'Embellie           |
| 2010  | C'est d'ici que je vous écris                   | —          | 25         | —          | —          |                           | L'Embellie           |
| 2014  | Un jour au mauvais endroit                      | 4          | 6          | 74         | 8          |                           | Les feux d'artifice  |
| 2014  | Les Feux d'artifice                             | 101        | 35         | —          | 4          |                           | Les feux d'artifice  |
| 2014  | L'Éclipse                                       | 34         | 11         | —          | —          |                           | Les feux d'artifice  |
| 2014  | Le Portrait                                     | 13         | 5          | —          | —          |                           | Les feux d'artifice  |
| 2015  | Avant toi                                       | 51         | 47         | —          | —          |                           | Les feux d'artifice  |
| 2015  | J'ai le droit aussi                             | 158        | 29         | —          | —          |                           | Les feux d'artifice  |
| 2015  | Jimmy (avec Cats on Trees)                      | —          | 50         | —          | —          |                           | Cats on Trees        |
| 2017  | Je joue de la musique                           | 42         | 7          | 66         | 3          | Or                        | Liberté chérie       |
| 2017  | Fondamental                                     | —          | 21         | —          | —          |                           | Liberté chérie       |
| 2018  | Voler de nuit                                   | —          | 14         | —          | —          |                           | Liberté chérie       |
| 2018  | 1987                                            | —          | 21         | —          | —          | Or                        | Liberté chérie       |
| 2018  | On se sait par cœur                             | —          | 27         | —          | —          |                           | Liberté chérie       |
| 2019  | En apesanteur (2019)                            | —          | —          | —          | —          |                           | Calo                 |
| 2020  | On fait comme si                                | 91         | 43         | —          | 2          |                           | Centre ville         |
| 2020  | La rumeur                                       | —          | 18         | —          | —          |                           | Centre ville         |
| 2020  | Celui d'en bas...                               | —          | 23         | —          | —          |                           | Centre ville         |
| 2021  | Le temps                                        | —          | —          | —          | —          |                           | Centre ville         |
| 2022  | Par choix ou par hasard                         | —          | —          | —          | —          |                           | A.M.O.U.R            |
| 2023  | Le hall des départs (avec Marie Poulain)        | —          | —          | —          | —          |                           | A.M.O.U.R            |
| 2023  | A.M.O.U.R                                       | —          | —          | —          | —          |                           | A.M.O.U.R            |
| 2024  | Juste une chanson                               | —          | —          | —          | —          |                           | A.M.O.U.R            |
| 2024  | Parie qu'on s'aime encore                       | —          | —          | —          | —          |                           | X                    |

## Participations
- 2004 : Amade - Chanter qu'on les aime  feat. Corneille (chanteur), Florent Pagny, Natasha St Pier, Nolwenn Leroy, Yannick Noah, Jenifer, Chimène Badi, Diane Tell, Calogero, Bénabar, Tété, Diam's, Anthony Kavanagh, Nadiya, Tragédie (groupe), Willy Denzey, Lokua Kanza, M.Pokora et Singuila.